# Moschus anhuiensis
Porte-musc de l'Anhui
Espèce
Statut de conservation UICN

 EN  : En danger
Répartition géographique
Moschus anhuiensis, le Porte-musc de l’Anhui, est une espèce de mammifères de la famille des Moschidae. Ce mammifère herbivore ruminant forme l'une des sept espèces du genre Moschus, vivant dans une aire de répartition restreinte dans les monts Dabie dans l'Ouest de l'Anhui en Chine, isolée des autres aires de répartition des porte-muscs.
Le musc qu’il produit est très recherché par les humains, jadis pour la fabrication de parfums et d’encens mais de nos jours essentiellement pour la fabrication de médicaments de la pharmacopée traditionnelle chinoise. 
L’espèce Moschus anhuiensis est classée sur la liste rouge des espèces menacées de l'UICN dans la catégorie « en danger » d'extinction.

## Étymologie et histoire de la nomenclature
Le nom de genre Moschus est un terme latin signifiant « musc », lui-même un emprunt au grec μόσχος moskhos, emprunté du persan mušk, qui viendrait soit du sanskrit मुष्क muṣká ayant le sens de « testicule », en raison de la forme de la glande qui le produit soit d’un terme iranien apparenté.
L’épithète spécifique anhuiensis est composé de deux étymons : le premier du chinois Anhui 安徽 toponyme d’une province chinoise et du suffixe latin -ensis « qui vit dans, qui habite ».
Cette espèce était auparavant considérée comme une sous-espèce de Moschus berezovskii et Moschus moschiferus, mais elle est maintenant traitée comme une espèce valide à part entière. En 1999, l’étude de Li et al.  par analyse en composantes principales sur les mesures du crâne et des séquences d’ADNmt mitochondrial du cytochrome b a montré que ces animaux appartenaient à une nouvelle espèce nommée Moschus anhuiensis , Wang, Hu et al. Cette nouvelle espèce est un taxon frère d’un groupe comprenant M. chrysogaster, M. fuscus, M. leucogaster et M. berezovskii.

## Description

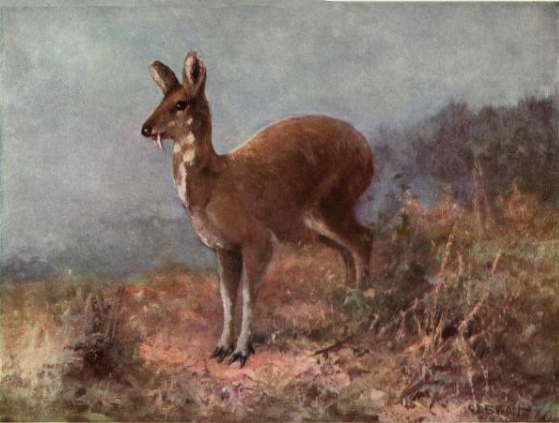
Porte-musc par C. E. Swan, 1870 (BHL).

Le Porte-musc de l’Anhui est une espèce proche du Porte-musc alpin Moschus chrysogaster et ne s’en distingue que par quelques caractères génétiques. La morphologie externe est semblable à bien des égards par contre son aire de distribution très restreinte, formée par des réserves naturelles des Monts Dabie dans l’Ouest de l’Anhui (une province intérieure, à l’ouest de Shanghai) en fait un isolat.
C’est un ruminant de petite taille qui possède de longues oreilles, une queue très courte (de 4–6 cm) dissimulée dans la fourrure, des membres postérieurs puissants et des membres antérieurs plus courts, le dos très cambré, si bien que l'arrière-train est plus haut que les épaules d’environ 5 cm. La femelle n’a qu’une paire de mamelles alors que les biches du Cerf élaphe en ont deux.
Contrairement aux cervidés, le mâle ne porte pas de bois sur la tête et sa mâchoire supérieure est dotée d'une paire de longues canines à l’allure de crocs effilés qui poussent tout au long de sa vie et peuvent mesurer jusqu'à 7 à 10 cm de long sur les sujets âgés. La femelle possède aussi des canines mais elles n’ont pas de croissance continue. 
Le mâle possède aussi une glande qui produit du musc. Située entre l’ombilic et le pénis, la paroi glandulaire secrète un liquide visqueux jaunâtre, qui s’accumule dans un sac et devient rouge brun en vieillissant puis qui fonce encore après prélèvement. L’ouverture de la poche se trouve au niveau de l’extrémité du pénis permettant à l’animal de mélanger à volonté la sécrétion musquée avec son urine. Son odeur puissante sert à attirer les femelles au moment des chaleurs ainsi qu’à marquer le territoire et écarter les mâles rivaux au cours de la saison de reproduction. Cette substance convoitée par les hommes depuis des millénaires est utilisée dans la fabrication de parfums, savons et préparations médicinales. Les porte-muscs de l’Himalaya des deux sexes possèdent aussi une glande caudale, à la base de la queue, qui sert à marquer le territoire.
Le Porte-musc de l’Anhui est un mammifère mesurant entre 86 et 100 cm de long, de 40 à 50 cm de hauteur au garrot, pour un poids allant de 11 à 18 kg.

## Répartition et habitat

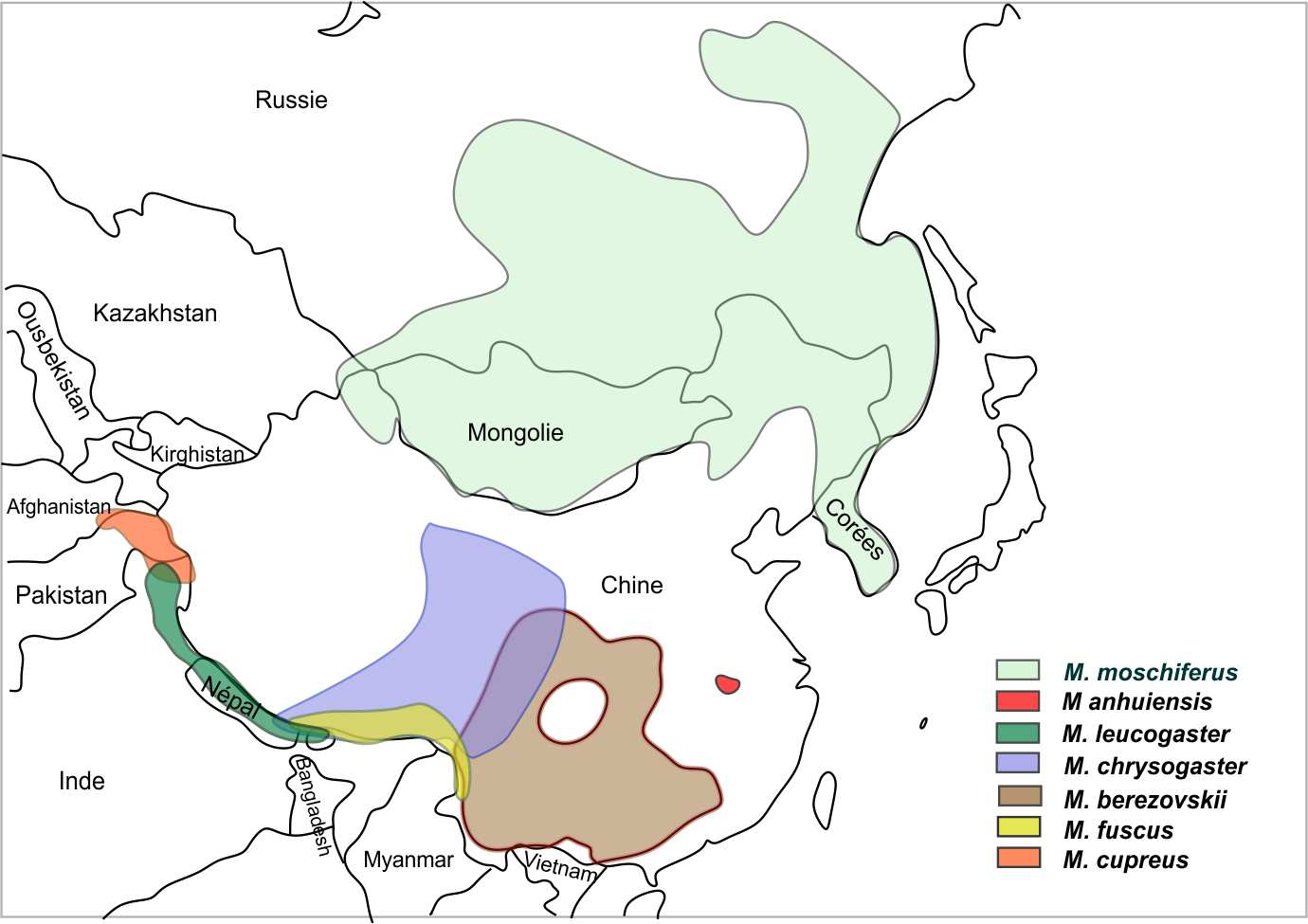
Carte de répartition des sept espèces du genre Moschus
M. anhuiensis est situé dans la petite tache rouge.

L'aire de répartition du Porte-musc de l’Anhui est une petite zone dans les monts Dabie à l’ouest de l’Anhui, loin des aires de répartition des autres espèces de porte-muscs chinois. Les espèces les plus proches sont à l’ouest Moschus berezovskii, puis Moschus chrysogaster et au nord Moschus moschiferus.
Le Porte-musc de l’Anhui est observé dans deux réserves naturelles nationales des monts Dabie (大别山 dàbiéshān) dans la province de l’Anhui, à un peu plus d’une centaine de kilomètres à l’ouest de la capitale Hefei. Dans la réserve naturelle nationale de Yaoluoping 鹞落坪 dans les monts Dabie de l’Anhui, une étude menée par piégeage photographique a permis de voir des spécimens de Moschus anhuiensis.
Les réserves des Dabieshan se situent aux environs de 1 000 m d’altitude, soit une altitude bien inférieure à celles des porte-muscs de l’Himalaya.

## Écologie et habitats
Cette espèce est mal connue, son habitat doit cependant être semblable à ceux de M. berezovski et M. moschiferus. Il habite donc vraisemblablement des forêts de conifères ou de feuillus, ou des forêts mixtes à haute altitude. 
Selon Smith et Xie (2008), il produit plus fréquemment que les autres porte-muscs des jumeaux. Les femelles atteignent leur maturité sexuelle plus tôt et sont capables de se reproduire dans leurs premières années de vie.

## Menaces
L’espèce a été classée « en danger » d’extinction dans la Liste rouge des espèces menacées de l’IUCN (Wang et Harris, 2008), en raison d’une surexploitation, d’une diminution de son aire et de la destruction et dégradation de son habitat. Il n’y a pas d’information sur la taille des populations actuelles.
Sa distribution géographique aurait diminué de 70 % en 20 ans, entre 1957 et 1977. Selon Sheng (1998), il ne restait que 800 à 900 animaux en 1985. Dans la réserve naturelle de Mazongling, une étude réalisée en 1993 a estimé que seulement six à huit individus restaient au-dessus de 1 000 m d'altitude. Une étude de 1995 a suggéré que cette espèce était toujours en déclin, bien que Yang et al. (2003) aient suggéré que son statut s'était récemment amélioré.
L’espèce a été chassée et braconnée depuis trop longtemps. Depuis la première pharmacopée, le Shennong bencao jing, il y a deux millénaires, le musc médicinal est présenté comme une substance capable de lutter contre les entités malfaisantes capables de prendre possession du corps et de provoquer des maladies. Il fait aussi fantasmer beaucoup d’hommes pour ses propriétés revigorantes pour ne pas dire aphrodisiaques. Le wikipedia chinois à l’entrée 春药 (chunyao aphrodisiaque), donne six recettes traditionnelles d’aphrodisiaques à base de musc. Devenu rare et cher - le musc atteint 45 000 $ le kilo sur le marché international, le braconnage a fait beaucoup de dégâts car le musc est prélevé après avoir tué indistinctement femelles, juvéniles et mâles.
En outre, le déboisement et l’extension des prairies de pâturage, ont détruit l’habitat du porte-musc de l’Anhui.